# A Cock and Bull Story
A Cock and Bull Story (Alternativtitel: Tristram Shandy: A Cock and Bull Story) ist ein britischer Spielfilm aus dem Jahr 2005. Regie führte Michael Winterbottom, das Drehbuch schrieb Frank Cottrell Boyce anhand des Romans Leben und Ansichten von Tristram Shandy, Gentleman von Laurence Sterne.
Die Struktur des Filmes orientiert sich an der des Romanes und erzählt das Leben der Titelfigur als Film im Film, unterbrochen durch die Darstellung der Dreharbeiten. Dabei durchbricht Hauptdarsteller Coogan in seiner Rolle als Tristram Shandy häufig die Vierte Wand.

## Handlung
Steve Coogan übernimmt die Titelrolle in der Verfilmung des Romans Leben und Ansichten von Tristram Shandy, Gentleman, wird bei seiner Arbeit aber durch sein Umfeld gestört. So betrachtet sich Rob Brydon, eigentlich ein Nebendarsteller, als ebenbürtig und verlangt entsprechend nach mehr Aufmerksamkeit. Coogans Assistentin Jennie ist unsterblich in ihn verliebt, die Dreharbeiten verlaufen enttäuschend und als seine Freundin mit ihrem Kind ihn aus London besuchen kommt, wird ihre geplante Liebesnacht stets unterbrochen.
Im Laufe der Dreharbeiten wird das Drehbuch umfassend neu geschrieben, was dazu führt, dass Coogans Rolle immer kleiner, Brydons Rolle aber immer größer wird. Zudem stößt Gillian Anderson zum Ensemble, zum Entzücken des Akte X-Fans Brydon, der nun eine Liebesszene mit ihr drehen wird.

## Kritiken
Keith Uhlich schrieb im Slant Magazine, der Film sei „hochgradig uneinheitlich“ und lebe von der „genialen“ Besetzung, und vergab drei von vier möglichen Sternen.
Daniel Bickermann schrieb auf filmzentrale, Winterbottom gehöre zu den wenigen Regisseuren, die mutige Filme verwirklichen würden. Dieser Film sei „faszinierend, aber durchwachsen“. Sein Konzept funktioniere in der ersten Hälfte, die die Romanszenen zeige. Die zweite Hälfte – die die Dreharbeiten zeige – wirke „deutlich unglaubwürdiger als die Fiktion“. Der Film hätte mit mehr Treue zur Romanvorlage „wirkliche Brillanz“ erreichen können.

## Auszeichnungen
Michael Winterbottom wurde im Jahr 2005 für die Goldene Muschel des Festival Internacional de Cine de Donostia-San Sebastián nominiert. Der Film wurde 2005 in fünf Kategorien für den British Independent Film Award nominiert: Als Bester britischer Independentfilm, für Michael Winterbottom, für Martin Hardy, für Rob Brydon und für den Schnitt.
Andrew Eaton, Michael Winterbottom und Martin Hardy wurden im Jahr 2006 für den British Academy Film Award in der Kategorie Bester britischer Film nominiert. Michael Winterbottom gewann 2006 den Golden Tulip des Istanbul International Film Festivals. Frank Cottrell Boyce gewann im Jahr 2007 den Chlotrudis Award. Der Film wurde 2007 in zwei Kategorien für den Empire Award nominiert.

## Hintergründe
Zahlreiche Komiker des britischen Fernsehens traten in A Cock and Bull Story auf, was laut Produzent Andrew Eaton keine bewusste Entscheidung war und teilweise auf die Besetzung von 24 Hour Party People zurückgeht, in dem unter anderem Steve Coogan und Rob Brydon bereits mit Regisseur Michael Winterbottom zusammenarbeiteten. Eine weitere Verbindung zu 24 Hour Party People besteht in einem Cameo von Tony Wilson, dessen Leben mit 24 Hour Party People verfilmt wurde. In A Cock and Bull Story tritt Wilson kurz als Journalist auf, der Coogan interviewt.
Der Film wurde in verschiedenen Orten in England gedreht. Seine Produktionskosten betrugen schätzungsweise 2,8 Millionen Pfund Sterling. Die Weltpremiere fand am 17. Juli 2005 auf dem Cambridge Film Festival statt. Am 13. September 2005 wurde der Film auf dem Toronto International Film Festival gezeigt, dem zahlreiche weitere Filmfestivals folgten. Am 20. Januar 2006 kam er in die britischen Kinos, in den ca. 874 Tsd. Pfund Sterling eingespielt wurden. Am 27. Januar 2006 begannen die Vorführungen in den ausgewählten Kinos der USA, die ca. 1,25 Millionen US-Dollar brachten.

## The Trip
Die fiktive Rivalität zwischen Coogan und Brydon lieferte auch den Stoff für die Fernsehserie The Trip, die Michael Winterbottom 2010 mit den beiden Schauspielern drehte. Die Serie griff zudem auf zahlreiche stilistische und inhaltliche Elemente des Kinofilms zurück, beispielsweise den pseudodokumentarischen Stil, Cameo-Auftritte anderer Persönlichkeiten und die weitgehend improvisierten Dialoge von Coogan und Brydon. Insgesamt sechs Folgen wurden für die BBC gedreht; für den nordamerikanischen Markt entstand, ebenfalls unter dem Titel The Trip, eine anderthalbstündige Kino-Fassung. Eine zweite Staffel, The Trip To Italy, wurde 2014 im englischen Fernsehen gezeigt und für die USA ebenfalls wieder zu einer anderthalbstündigen Fassung umgeschnitten.